# Palazzo Orsi Mangelli

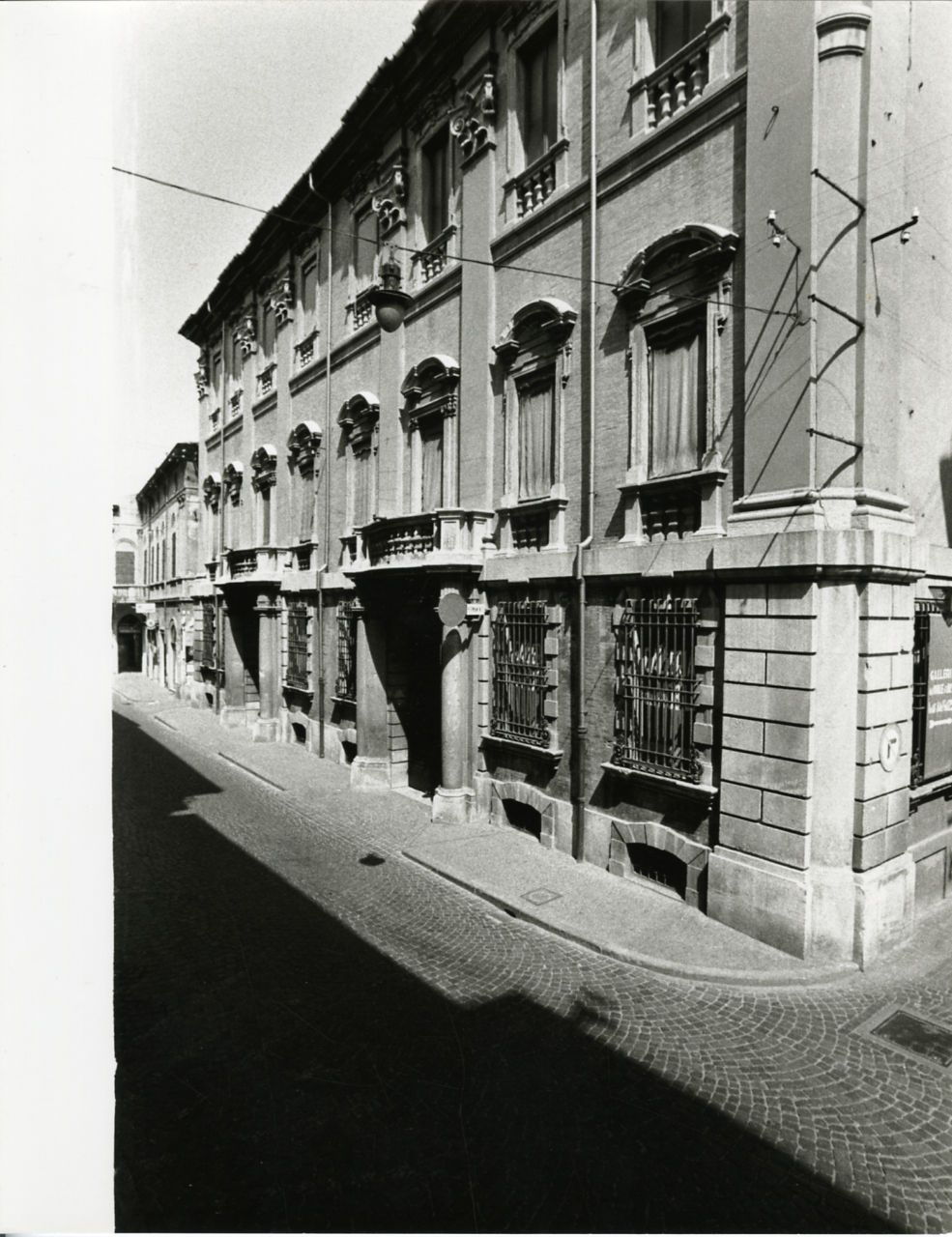
Palazzo Orsi Mangelli auf einem Foto von Paolo Monti (1971)

Der Palazzo Orsi Mangelli ist ein Palast aus dem 18. Jahrhundert im historischen Zentrum von Forlì in der italienischen Region Emilia-Romagna. Er liegt am Corso Diaz 43–45.

## Geschichte und Beschreibung
Die Familie Merini ließ den Palast im 18. Jahrhundert bauen, vermutlich als Zusammenschluss zahlreicher älterer Gebäude.
Das Gebäude hat einen quadratischen Grundriss mit einem Innenhof, der von einer Loggia umgeben ist.
1802 kaufte der Kardinal Paolo Orsi Mangelli den Palast und ließ in außen durch Barockelemente bereichern.
Bei einem umfassenden Umbau 1925 unter der Leitung von Ariodante Bazzero verlor der Palast, zumindest von außen betrachtet, einen großen Teil seines originalen Charakters, insbesondere seine drei nachgeordneten Flügel. In einem davon wurde eine Plattform mit Rampen zum Entladen von Waren geöffnet. Bei dem Umbau blieb aber die Hauptfassade intakt, die auf Betreiben des Kardinals im Barockstil umgebaut worden war; sie hat zwei Steinportale, über den in beiden Fällen ein Balkon angebracht wurde; im oberen Teile ist sie durch Lisenen und gerahmte Fenster verziert.
Das Innere des Palastes ist substanziell in seinem originalen Aufbau erhalten und auch die bildlichen Verzierungen sind noch vorhanden, insbesondere in der Galerie des heutigen Konferenzsaals, die dem Quadraturmaler Angelo Zaccarini aus Bologna zugeschrieben werden, der sie in der zweiten Hälfte des 18. Jahrhunderts gemalt haben soll. Die Wände und Decken des Hauptgeschosses wurden 1937–1938 unter der Ägide von Cesare Camporesi restauriert; aus dieser Zeit stammen drei Trompe-l’œil-Fenster, die man von der Mitteltreppe aus sieht.
Der Palast war der Hauptsitz des Studentensekretäriats und der Dienste, die das Polo Scientifico Didattico di Forlì der Universität Bologna anbot.
Heute ist der Palazzo Orsi Mangelli Sitz der Luxury Living Group, eines führenden Unternehmens im Bereich Lifestyle- und Luxusmöbel.

## Galeriebilder

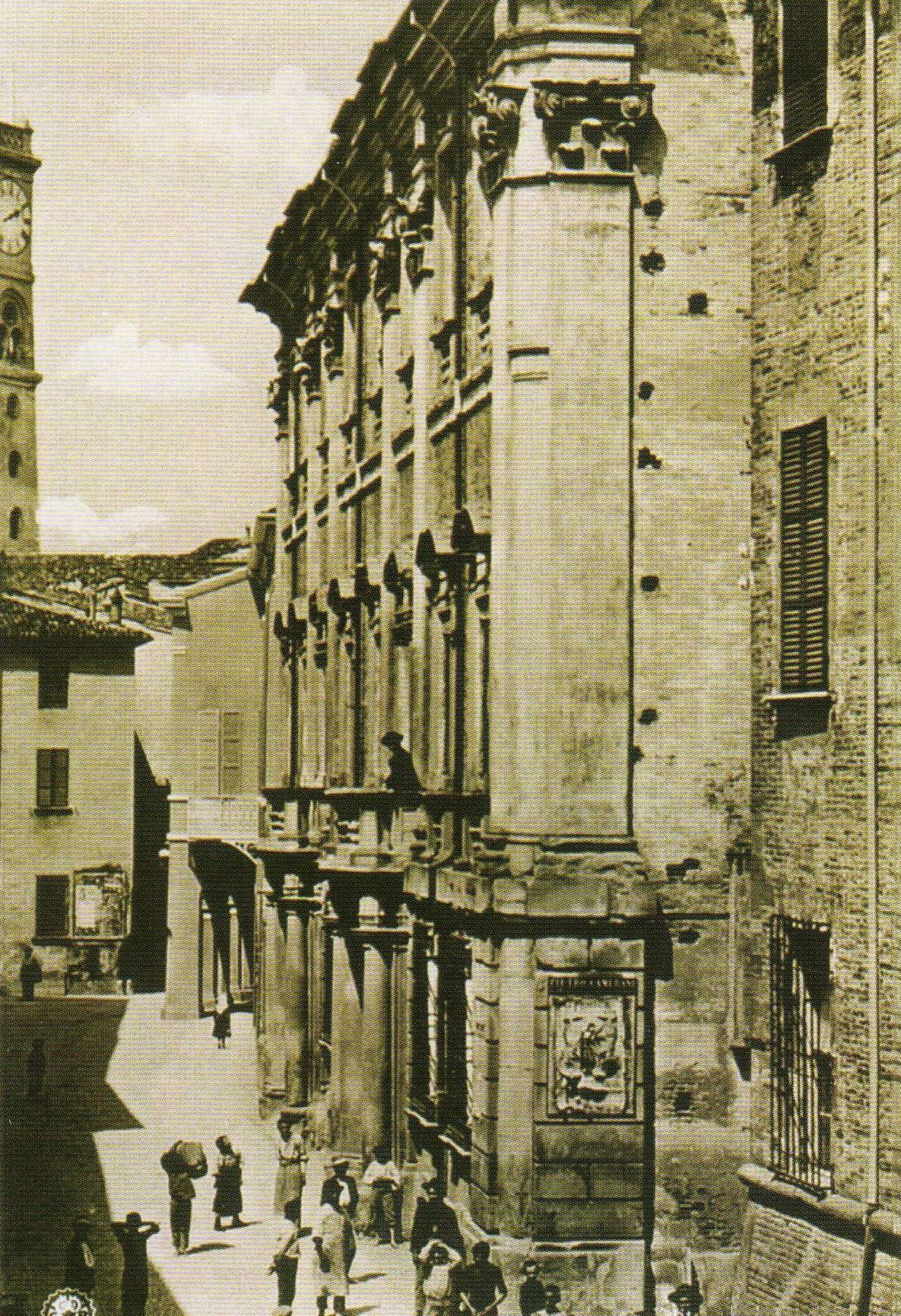
Palazzo Orsi Mangelli auf einer Fotografie aus dem Anfang des 20. Jahrhunderts. Man sieht auch die Palazzina dall’Aste-Brandolini, die durch eine Fliegerbombe am 10. Dezember 1944 zerstört wurde.
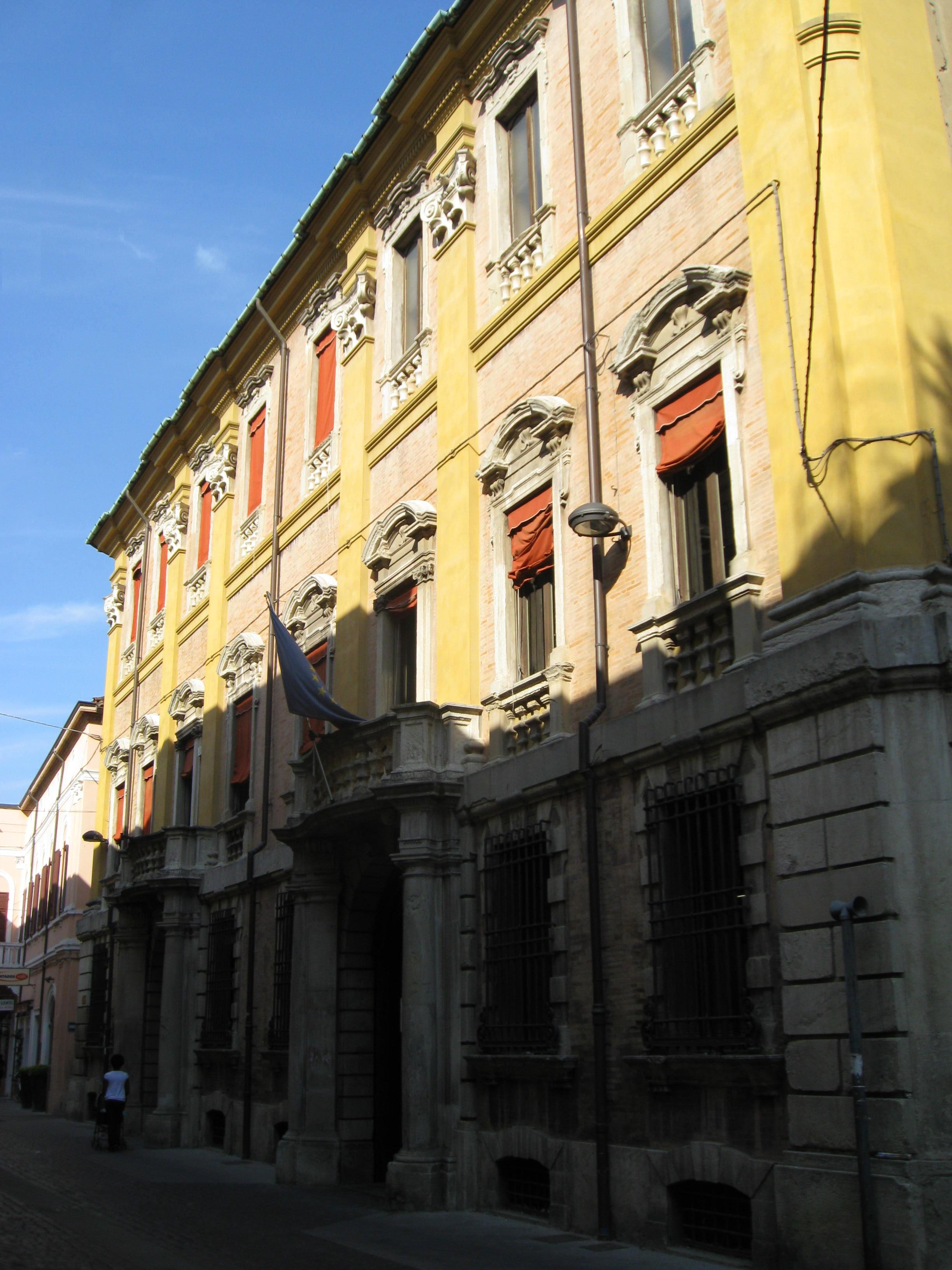
Fassade